# 조국방위대
조국방위대(일본어: 祖国防衛隊 소코쿠보에타이[*])란 1950년대 재일 조선인에 의해 조직되었던 지하조직으로 약칭은 조방대(祖防隊, 소보타이)이다. 조국방위대는 비합법적 범죄조직이었다.

## 개요
1950년 1월부터 외국인등록증의 갱신및 미등록자의 국외추방이 실시되면서, 이에 대항하기 위하여 조직되었다. 동년 4월에는 상부조직으로서 조선조국방위위원회 중앙본부가 설치되었다. 그 후 레드 퍼지(미군정하에서 공산주의자나 그 동조자로 의심되는 사람들을 공직에서 추방하는 일련의 조치)의 실시와 한국전쟁의 발발에 의해 급속도로 조직화되어, 전국의 재일 조선인 거주지역에서 훈련소를 설치하여, 대원을 양성하였다.
훈련후에 일본공산당의 야마무라 공작대등 비주류조직과 함께 일본각지에서 무장투쟁을 전개하였다. 그러나 1953년에 한국전쟁이 휴전되면서 비합법활동은 잦아들었다. 1955년 재일본조선인총연합회가 결성됨으로써, 정식으로 해산되었다.

## 관련기사
조선인이냐 공산당이냐 (한겨레21 2005년 8월)

## 참고 문헌
- 《集団犯罪の捜査に関する実証的考察（検察研究所特別資料第1号）》（検察研究所　1951年）
- 《在日朝鮮人運動（実務教養選書）》（篠崎平治　1955年）
- 《日本の中の三十八度線―民団・朝総連の歴史と現実―》（李瑜煥　1980年）